# Tylosurus
Tylosurus is een geslacht van straalvinnige vissen uit de familie van gepen (Belonidae). Het geslacht is voor het eerst wetenschappelijk beschreven in 1833 door Cocco.

## Soorten en ondersoorten
- Tylosurus crocodilus 
  - Tylosurus crocodilus crocodilus (Péron & Lesueur, 1821)
  - Tylosurus crocodilus fodiator Jordan & Gilbert, 1882
- Tylosurus acus 
  - Tylosurus acus acus (Lacepède, 1803)
  - Tylosurus acus imperialis (Rafinesque, 1810)
  - Tylosurus acus melanotus (Bleeker, 1850)
- Tylosurus choram (Rüppell, 1837)
- Tylosurus gavialoides (Castelnau, 1873)
- Tylosurus punctulatus (Günther, 1872)
- Tylosurus pacificus (Steindachner, 1876)